# Чжан Цюнь
Чжан Цюнь або Чан Чунь (кит.: 張群; піньїнь: Zhāng Qún; нар. 9 травня 1889 — 14 грудня 1990) також відомий як Чжан Юецзюнь (張岳軍), — колишній прем'єр-міністр Республіки Китай і видатний член Гоміндану. Він служив генеральним секретарем президента республіки з 1954 по 1972 рік і старшим радником президентів Чан Кайші, Янь Цзяганя, Цзянь Цзінь-го та Лі Денхуея. Під впливом своєї дружини Ма Юйін він став християнином у 1930-х роках.

## Освіта та початок кар'єри
Цюнь народився в повіті Хуаян (тепер частина повіту Шуанлю), провінція Сичуань, у 1906 році був прийнятий до Військової академії у Баодін, на південному заході Пекіна. Наступного року він був обраний для навчання в Токійській військовій школі за напрямком артилерія. Там він познайомився з Чан Кайші й того ж року вони разом приєдналися до організації Тунменхой. Після завершення підготовки вони служили в полку Такада 13-ї бригади польової артилерії Імператорської японської армії, дислокованої в префектурі Нііґата. Вони повернулися до Китаю, щоб служити під керівництвом Сунь Ятсена під час Синьхайської революції, яка повалила монархію Цін у 1911 році. У цей період між Цюнь, Кайші та Хуан Фу зав'язалася дружба на все життя. Цюнь одружився з Ма Юйін (馬育英) в 1913 році; оскільки їхня перша дитина народилася в 1917 році, він пізніше пожартував, що практикував планування сім'ї задовго до того, як це стало популярним.
Коли Юань Шикай спробував відновити монархію, Цюнь втік до Японії, отримав військовий вишкіл у Військовій академії армії Японії у 1915 році, а потім поїхав до Нідерландської Ост-Індії, де викладав у закордонній китайській школі. Повернувшись до Китаю, щоб взяти участь у поваленні Юаня у Війні на захист республіки, він служив генерал-ад'ютантом Чень Чуньсюаня, президента південних провінцій, які відкидали режим Юаня. З відновленням республіки Цюнь обіймав кілька посад. Ставши генерал-майором Національно-революційної армії у віці 28 років, він пізніше став членом Центрального виконавчого комітету Гоміндану, мером Шанхая та президентом Університету Тунцзі, губернатором провінції Хубей та міністром закордонних справ. У Гоміндані він очолював Політологічну кліку (政學系), до якої входили військові, зокрема Хуан Фу та Сюн Шихуй (熊式輝), інтелектуали, серед них Ян Юнтай (楊永泰) і Ван Чжунхуей, банкіри та промисловці, зокрема У Дінчан (吳鼎昌) і Чан Кіангау. Під час Другої світової війни він був генеральним секретарем Ради національної безпеки та губернатором провінції Сичуань.

## Післявоєнний трудовий шлях

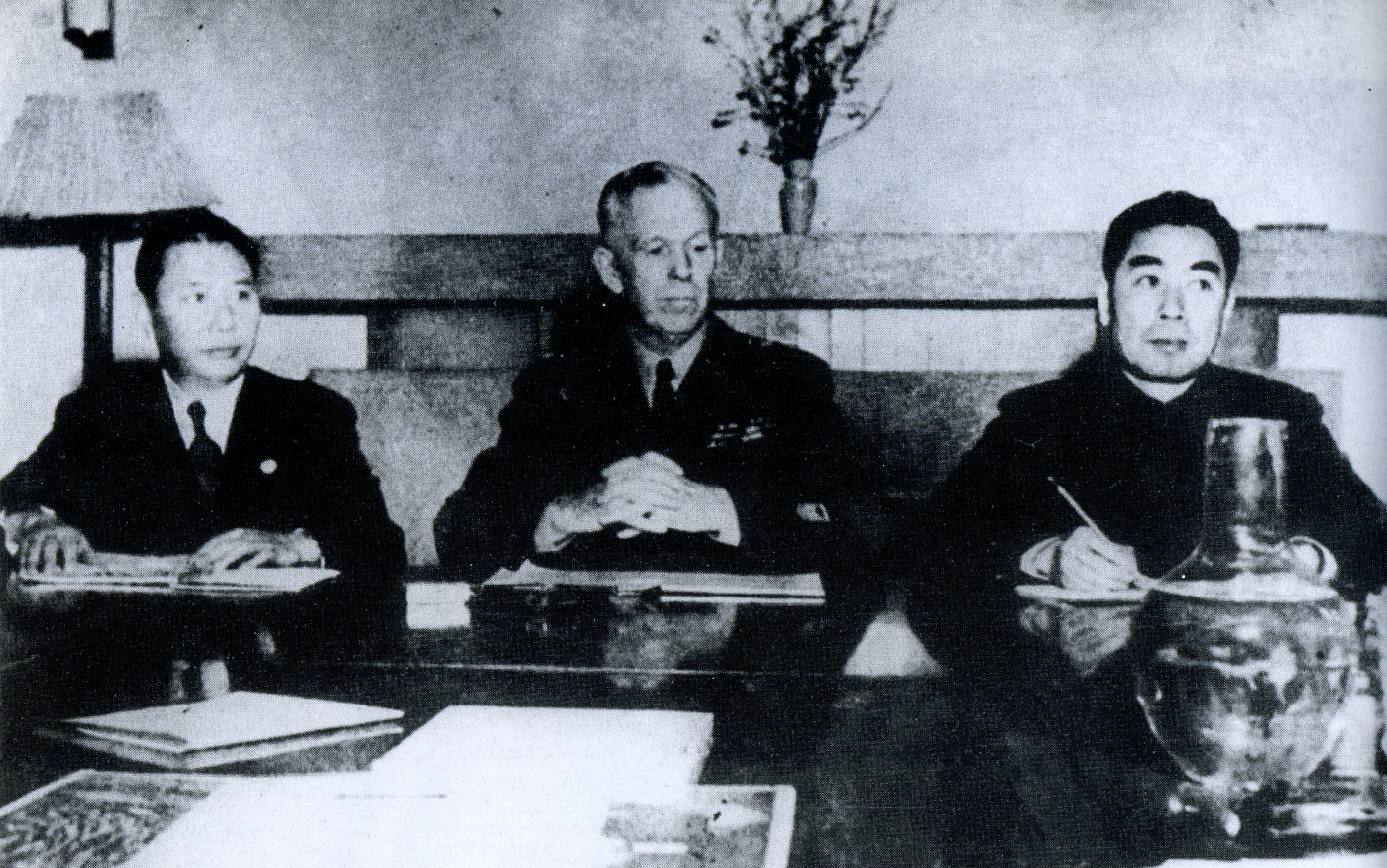
Комітет трьох, ліворуч, представник націоналістів Чан, генерал Джордж Маршалл і представник комуністів Чжоу Еньлай.

У 1946 році Цюнь представляв національний уряд, був членом Комітету трьох (також відомого як Місія Маршалла) разом з генералом Джорджем К. Маршаллом, тодішнім головою Об'єднаного комітету начальників штабів США, і представником Комуністичної партії Китаю Чжоу Еньлай. Комітет створили в Нанкіні в січні 1946 року для досягнення перемир'я між Гомінданом і Комуністичною партією Китаю та запобігання громадянській війні. Місія Маршалла допомогла досягти тимчасового припинення вогню, але її плани щодо військово-політичного врегулювання не увінчалися успіхом.
У 1947 році Цюнь очолив перший коаліційний уряд як президент Виконавчого юаня, посада також відома як прем'єр-міністр Республіки Китай.
Його підвищення мало на меті підготувати Китай до конституційного правління, земельної реформи та контролю цін. Попри його довгі зв'язки з Чан Кайші, він не зміг здійснити політичні реформи, за які виступав. Після перенесення столиці з Нанкіна в Тайбей він став керівником адміністрації та генеральним секретарем президента у 1954 році. В його обов'язки входило планування зовнішньої політики уряду та представництво інтересів президента в Японії, Африці та Європі, включно з Другим Ватиканським собором у 1965 році.
У 1972 році він відіграв важливу роль у складних переговорах щодо дипломатичного визнання Японією Китайської Народної Республіки. Його остання офіційна посада — представник президії Центрального дорадчого комітету Гоміндану.

## Особисте життя
Як член правління Національного музею-палацу, Чан був також відомим каліграфом, захопленим колекціонером мистецтва, другом великих митців, зокрема Чжан Дачань, Хуан Цзюньбі та Лань Іньтін. Він отримав почесні докторські ступені кількох університетів, зокрема Університету Іллінойсу, Сеульського національного університету, Університету Сент-Джонс (Нью-Йорк), Університету Сонгюнван і Університету Сучжоу (Тайвань). Він помер 14 грудня 1990 року у віці 101 рік, 219 днів від серцевої та ниркової недостатності у загальній лікарні ветеранів у Тайбеї. З 20 січня 1990 року, в день смерті колишнього прем'єр-міністра Японії принца Нарухіко Хіґасікуні, і до самої смерті Чан був найстарішим у світі колишнім главою уряду.
Дружина Чана, Ма Юйін (馬育英; піньїнь: Ма Юїн), була побожною християнкою та померла у 1974 році. Його донька Ялан Чан Лью (劉張亞蘭; піньїнь: Лю Чжан Ялан) померла 14 липня 2014 року у віці 97 років у Сіетлі, США; вона була вдовою посла Ю-тана Деніела Лью (劉毓棠; піньїнь: Лю Ютана), який помер у 2005 році у віці 92 років у Тайбеї. Його син, доктор Філіп Чі-Чен Чан (張繼正; піньїнь: Чжан Цзічжен), який помер 24 жовтня 2015 року у віці 96 років у Тайбеї, був міністром зв'язку (1969-72), головою Ради економічного планування та розвитку (1973-76), міністром фінансів (1978-81) і головою Центрального банку Китайської Республіки (1984-89). Його другий син, прп. Доктор Теодор Чі-Чонг Чанг (張繼忠; піньїнь: Чжан Цзічжун), який помер 26 жовтня 2020 року у віці 92 років у Каліфорнії, був віцепрезидентом Теологічної семінарії істини та почесним пастором мандаринської баптистської церкви у Пасадені, Каліфорнія.

## Нагороди
- Орден Народної слави
- Орден Синього неба та білого сонця
- Орден Чан Кайші
- Орден Діамантової зірки
- Орден Трьох зірок, 1-го класу (19 січня 1937)[6]

### Інтернет відео
- Губернатор Чан віддає честь на параді курсантів Центральної військової академії, присвяченому 31-й річниці Китайської революції 1942 року
- Генерал Джордж Маршалл спостерігає, як генеральний секретар Ради національної безпеки Чан Чун і представник комуністів Чжоу Еньлай підписують перемир'я в 1946 році. (Перегляд з 6:56)
- 行政院長張群蒞台 Прем'єр-міністр Чанг прибуває до Тайбея в жовтні 1947 року
- 台灣省慶祝第二屆光復節大會 Прем'єр-міністр Чанг головує на святкуванні Дня ретроцесії Тайваню, 25 жовтня 1947 року
- 張群特使訪日專輯 Спеціальний посланник Чанг Чун відвідує Японію, де він зустрічається з імператором, прем'єр-міністром Нобусуке Кіші та іншими в 1957 році
- 日本前首相吉田茂訪華Генеральний секретар Чанг приймає колишнього прем'єр-міністра Японії Йосіда Сіґеру у 1964 році
- 長江萬里圖Картина довжиною 65 футів " Річка Янцзи " роботи Чанг Дай- Чена, написана на замовлення до 80-річчя Чанг Чуна, виставлена в Національному музеї історії в Тайбеї в 1967 році.
- 行政院新舊任院長交接典禮Генеральний секретар Чанг керує передачею прем'єрства в 1972 році
- 張學良Святкування 90-річчя Чан Сюеляна, організоване 101-річним Чанг Чуном 1 червня 1990 року (перегляд особливо з 0:29-1:04, де Чанг Чун згадує їхню 60-річну дружбу)